# Suzy Parker
Suzy Parker (ur. 28 października 1932 w San Antonio, zm. 3 maja 2003 w Montecito) – amerykańska aktorka i modelka.

## Życiorys
Suzy Parker urodziła się 28 października 1932 roku. W wieku 14 lat jej siostra Dorian Leigh zaprowadziła ją do agentki modelek Eileen Ford i została przyjęta do pracy. W 1950 roku była jedną z najbardziej rozpoznawalnych modelek. W 1957 roku zadebiutowała w Hollywood w musicalu Zabawna buzia u boku Freda Astaire i Audrey Hepburn. Następnie wystąpiła m.in. w produkcjach filmowych: Kiss Them for Me u boku Cary’ego Granta, Ten North Frederick, a także w kilku reklamach. Zagrała w serialu Tarzan i The Twilight Zone. Zmarła 3 maja 2003 roku w swoim domu i spoczęła na Santa Barbara Cemetery w Kalifornii.

## Życie prywatne
Jej dwa małżeństwa zakończyły się rozwodem. Jej trzecim mężem do śmierci był Bradford Dillman. Miała czworo dzieci: dwie córki i dwóch synów.

## Filmografia[1]
- 1957: Zabawna buzia jako Tancerka
- 1957: Urlop na lądzie jako Gwinneth Livingston
- 1958: Człowiek, którego już nie ma jako Kate Drummond
- 1959: Wszystko co najlepsze jako Gregg Adams
- 1962: The Interns jako Lisa Cardigan
- 1964: Flight from Ashiya jako Lucille Caroll
- 1966: Chamber of Horrors jako Vivia, służąca Delano